# Pseudophaula porosa
Pseudophaula porosa là một loài bọ cánh cứng trong họ Cerambycidae.